# 宋端儀
宋 端儀（そう たんぎ、1447年 - 1501年）は、明代の学者・官僚。字は孔時、号は立斎。本貫は興化府莆田県。

## 生涯
1481年（成化17年）、進士に及第し、礼部精膳司主事に任じられた。父母を相次いで失ったため、辞職して喪に服した。喪が明けると、礼部祠祭司主事に起用された。雲南で提学の官に欠員が出たため、礼部が端儀を配属させようと意見していたが、吏部が人事公表の前にこのことを漏らしていた。端儀は「人事が公表される前に、すでに人々の噂となっているとは。人はわたしが猟官したものだと言っているぞ」といって固辞した。ほどなく礼部主客司員外郎に進んだ。外国の貢使とたびたび面会したが、贈物を全て拒絶して受け取らなかった。
1495年（弘治8年）、端儀は広東按察司提学僉事となった。1501年（弘治14年）7月甲子、在官のまま死去した。享年は55。著書に『立斎閑録』4巻・『祠部典故』4巻・『宋行朝録』・『革除録』・『考亭淵源録』・『莆陽人物備志』・『郷賢考証』・『莆陽科名志』・『高科録』・『莆陽逸事』・『立斎稿』があった。